# Transennella caryonautes
Transennella caryonautes is een tweekleppigensoort uit de familie van de Veneridae. De wetenschappelijke naam van de soort is voor het eerst geldig gepubliceerd in 1963 door Berry.